# فراشة ثمار التفاح
فراشة ثمار التفاح أو أرجيريستيا، (الاسم العلمي: Argyresthia conjugella)، هي نوع من الحشرات تصيب ثمار النبات وأشجار التفاح وتتبع عائلة أرجريسيثدي . 

## الانتشار
موطن انتشار الحشرة في أمريكا الشمالية وأوروبا وسيبيريا وآسيا الوسطى واليابان.

## الوصف
تظهر الحشرة البالغة في شهر مايو إلى يوليو حسب المنطقة والمناخ.
تصيب بساتين التفاح وتلحق  بها أضرار بالغة وتنتشر في مناطق في فنلندا والنرويج والسويد. 